# Zukići (Živinice)
Pour les articles homonymes, voir Zukići.
Zukići (en cyrillique : Зукићи) est un village de Bosnie-Herzégovine. Il est situé dans la municipalité de Živinice, dans le canton de Tuzla et dans la fédération de Bosnie-et-Herzégovine. Selon les premiers résultats du recensement bosnien de 2013, il compte 881 habitants.

## Géographie
Le village est situé à la confluence de la Ljuča et de la Gostelja (un affluent de la Spreča).

## Démographie

### Évolution historique de la population dans la localité
| 1948 | 1953 | 1961 | 1971 | 1981 | 1991 | 2013 |
| ---- | ---- | ---- | ---- | ---- | ---- | ---- |
| -    | -    | 338  | 461  | 631  | 701  | 881  |

|  |